# Anne Bosworth Focke

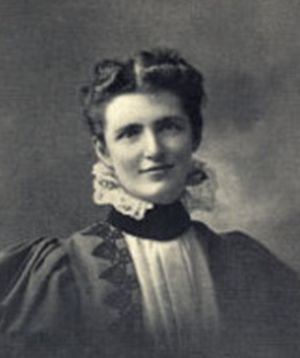
Anne Lucy Bosworth Focke

Anne Lucy Bosworth Focke (* 29. September 1868 in Woonsocket, Rhode Island; † 15. Mai 1907) war eine amerikanische Mathematikerin und Hochschullehrerin. Sie war die erste Mathematikprofessorin an der heutigen University of Rhode Island (URI) und die erste Doktorandin von David Hilbert.

## Leben und Werk
Bosworth Focke war die Tochter der Bibliothekarin Ellen Metcalf und deren Ehemann Alfred Bosworth und wuchs nach dem Tod ihres Vaters 1872 mit ihrer Mutter, ihrer verwitweten Großmutter und ihrer Tante auf. Sie besuchte die Woonsocket High School und begann 1868 das Studium am Wellesley College, wo sie 1890 den Bachelor of Science erhielt. Sie studierte in der gleichen Klasse wie Grace Andrews, Clara Latimer Bacon und die Mutter von Dorothy Kohlmetz. Anschließend arbeitete sie zwei Jahre als Lehrerin an der Amesbury High School in Massachusetts. Am 23. März 1892 wurde sie am Rhode Island State College (jetzt URI) als Mathematiklehrerin eingestellt. Bereits im April wurde sie als erste Professorin für Mathematik und Physik am College ernannt. Der 1896 erstellte Geschäftsbericht ihrer Abteilung zeigte einen umfangreichen Lehrplan für Mathematik und Astronomie.
Während sie weiterhin am College arbeitete, studierte sie jeweils im Sommer 1894, 1896 und 1897 an der University of Chicago bei Eliakim Hastings Moore und dem deutschen Mathematiker Oskar Bolza und erwarb 1896 einen Master-Abschluss.
1898 wurde sie für eine Reise nach Deutschland an die Georg-August-Universität Göttingen beurlaubt. Sie besuchte die Vorlesungen in Mechanik von Felix Klein zusammen mit Emilie Martin und Virginia Ragsdale, beide Absolventinnen des Bryn Mawr College. Im Semester 1898–1899 besuchte sie die Vorlesungen über euklidische Geometrie bei David Hilbert, die die Grundlage für ihre anschließende Dissertation waren. Sie legte ihre mündliche Prüfung am 31. Juli 1899 ab und der Titel ihrer Dissertation lautete: Begründung einer vom Parallelenaxiome unabhängigen Streckenrechnung. Sie kehrte danach in die Vereinigten Staaten zurück. Die Promotion aus Göttingen wurde ihr 1900 verliehen und im gleichen Jahr wurde sie Mitglied der American Mathematical Society. 1901 bezog sich George Bruce Halsted in einem ergänzenden Bericht zu seiner ersten Bibliographie zur nichteuklidischen Geometrie auf ihre Dissertation und schrieb: is a beautiful piece of nonEuclidean geometry, and is, so far as I know, the first feminine contribution to our fascinating subject. Sie war Hilberts erste Doktorandin und die folgenden Doktorandinnen waren 1902 Nadeschda Gernet, 1906 Vera Myller, 1909 Margarete Kahn, 1910 Klara Löbenstein und 1912 Eva Koehler.
1901 heiratete Bosworth Focke den amerikanischen Mathematiker und Bauingenieur Theodore Moses Focke, den sie in Göttingen kennengelernt hatte. Sie verließ ihre Position an der University of Rhode Island und folgte ihrem Ehemann nach Cleveland Ohio. Sie bekam drei Kinder und starb 1907 infolge einer Lungenentzündung.